# خانه اتحادیه (پایگاه انتقال خون)
خانه اتحادیه (پایگاه انتقال خون) مربوط به دوره معاصر است و در تهران، انقلاب، خیابان وصال، تقاطع طالقانی واقع شده و این اثر در تاریخ ۲۵ اسفند ۱۳۸۰ با شمارهٔ ثبت ۵۶۲۷ به‌عنوان یکی از آثار ملی ایران به ثبت رسیده است.